# Heterosmilax longiflora
Heterosmilax longiflora är en enhjärtbladig växtart som beskrevs av K.Y.Guan och Henry John Noltie. Heterosmilax longiflora ingår i släktet Heterosmilax och familjen Smilacaceae. Inga underarter finns listade.